# The Marvelettes
The Marvelettes fue un grupo de soul formado en 1960 por Katherine Anderson, Anne Bogan, Juanita Cowart, Gladys Horton, Georgeanna Tillman y Wanda Young en Míchigan.

## Biografía
Probablemente son el grupo de Motown más orientado hacia el pop, y a pesar de que nunca consiguieron el éxito de The Supremes, Mary Wells o Martha and the Vandellas, tuvieron éxitos como el número uno "Please Mr Postman" en 1961. Otros de sus hits fueron "Playboy", "Twistin' Postman" y "Beechwood 4-5789". 
A lo largo de su carrera contaron con dos cantantes principales, Gladys Horton y Wanda Young, y cinco formaciones distintas en las que siempre se mantuvo un estilo similar. Uno de sus apoyos fue Smokey Robinson, el cual les escribió muchos de sus grandes temas. 
Fueron producidas y colaboraron con ellas Holland-Dozier-Holland, Berry Gordy, Mickey Stevenson, Marvin Gaye y Ashford & Simpson entre otros. Antes de la mitad de los 60s, Gladys Horton era la solista en la mayoría de las grabaciones del grupo, y no pocas veces lo hizo Wanda Young. A finales de la década, Gladys abandonó el grupo y Wanda devino la principal solista. 
En la conformación final, junto con Wanda y Katherine, Anne Bogan fue la primera voz en algunas canciones, incluyendo el sencillo "I'm Gonna Hold On Long as I Can". 
No tuvieron éxitos comparables a los del resto de artistas de la compañía, pero muchos de sus temas se han convertido con el tiempo en clásicos, como "Too Many Fish in the Sea", "Don't Mess With Bill", "When You're Young and in Love", "The Hunter Gets Captured by the Game", "My Baby Must Be a Magician" y "Destination: Anywhere". 
A principios de los 70s, cuando el grupo empezaba a gozar de más éxito se rompió la formación.
En 2004 fueron incluidas en el Salón de la Fama de los Grupos Vocales.

## Discografía
| Año  | Título                    | Discográfica |
| ---- | ------------------------- | ------------ |
| 1961 | Please Mr Postman         | Motown       |
| 1962 | Playboy                   | Tamla        |
| 1962 | The Marvelettes Sing      | Tamla        |
| 1963 | On Stage                  | Motown       |
| 1963 | The marvelous Marvelettes | Motown       |
| 1967 | The Marvelettes           | Motown       |
| 1968 | Sophisticated soul        | Motown       |
| 1969 | In full bloom             | Motown       |
| 1970 | Return of the Marvelettes | Motown       |